# Dobrzyń
Dobrzyń (alemany: Dobriner Land, polonès Ziemia Dobrzynska) és un territori de la ciutat de Dobrzyń nad Wisłą a Polònia, a l'est del riu Vístula i al sud del Drwęca, on limita amb Chełmno. El territori es correspon aproximadament amb els actuals powiats de Lipno i Rypin al voivodat de Cuiàvia-Pomerània.
Les terres de Dobrzyń havia estat part de la Civitas Schinesghe sota el duc Piast Mieszko I de Polònia (960-992). A la mort del seu descendent, el duc Boleslau III de Polònia en 1138, foren assignades al recentment creat Ducat de Masòvia. En la seva Croada Prussiana, el duc Conrad I de Masòvia el 1228 va establir l'Orde de Dobrzyń dels cavallers alemanys (fratribus militiae Christi in Prussia), els quals foren investits amb els estats Dobrzyń. Poc després però, aquest orde va ser absorbit pels Cavallers Teutònics, que havien establert l'Estat de l'Orde Teutònic a la veïna Chełmno, la qual cosa donà lloc a un conflicte territorial sobre la regió amb els ducs de Masòvia.
Durant la guerra teutona-polonesa de 1326-1332, les forces de l'Estat de l'Orde ocuparen Dobrzyń, que no obstant això fou lliurada al Regne de Polònia en el Tractat de Kalisz del 1343. Els cavallers recuperaren el control en la guerra polonesolituana-teutona de 1409-1411, però després de la seva derrota a la batalla de Grunwald l'hagueren de retornar altre cop segons l'acord de Pau de Toruń (1411). Les terres de Dobrzyń es van incorporar al Voivodat d'Inowrocław de la Corona del Regne de Polònia i la Confederació de Polònia i Lituània.
Mentre que la part occidental del voivodat ja havia estat annexada per Prússia en el curs de la Primera partició de Polònia el 1772, el territori de Dobrzyń, a la riba oriental del Vístula, es va incorporar a Prússia Meridional durant el Segona partició de Polònia el 1793. Fou administrat amb Nova Prússia Oriental de 1795 en endavant, fins que el 1807 va passar a formar part del napoleònic Ducat de Varsòvia d'acord amb els tractats de Tilsit. El 1815, però, fou unit al Tsarat de Polònia sota l'Imperi Rus.
El territori de Dobrzyń, després de la Primera Guerra Mundial passà de les mans de Rússia a la novament independent Segona República de Polònia, fins que va ser ocupat per l'Alemanya nazi a la Segona Guerra Mundial, després de la qual va ser finalment restituït a Polònia.